# Čaven
Čaven je greben nad Vipavsko dolino. Tvori južno mejo Trnovskega gozda, planote v severnem delu Dinarskega gorovja. Njegov najvišji vrh je Veliki Modrasovec (1353 m n.v.), nekoliko nižji je Mali Modrasovec (1305 m), najbolj razgleden pa Kucelj (1237 m n.v.). Sam vrh Čaven na zahodu masiva je visok 1185 m n.v. Na Čaven vodi pot s Predmeje, Stomaža in Lokavca. Na vrhu se odpre pogled po Vipavski dolini in do Jadranskega morja. Druga bližnja vrhova sta Sekulak (888 m n.v.) in Veliki Rob (1237 m n.v.). Med Velikim Modrasovcem in Malo goro (1034 m n.v.) stoji koča Antona Bavčerja na Čavnu. Kamnine na Čavnu so zgornjejurski apnenci. Ob cesti pri Selovcu je eno najlepših nahajališč jurskega grebenskega apnenca v Sloveniji s fosili kolonij koral. Na Čavnu raste endemitska zelnata trajnica rebrinčevolistna hladnikija (Hladnikia pastinacifolia).